# Spiedie

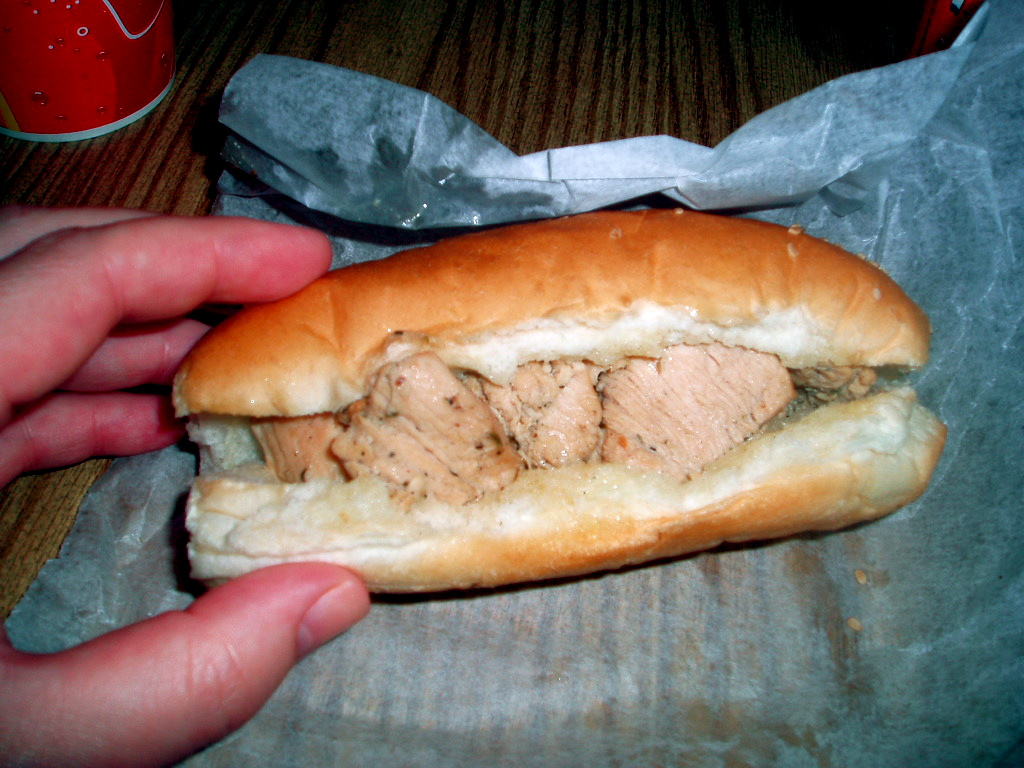
Spiedie de pollo.

El spiedie (IPA: /spɪdɪ/, que suena similar a speedy, rápido, pero que etimológicamente procede del italiano spiedini o spiedo) es un plato famoso en el Área metropolitana de Binghamton, que forma parte del llamado Southern Tier del estado de Nueva York, y que comprende los condados limítrofes con Pensilvania. También es conocido en la parte central del Estado.
El spiedie consiste en pedazos de pollo y de cerdo, en algunas ocasiones se elabora también con cordero, venado o vaca. Los pedazos de carne se marinan durante toda una noche (a veces durante dos semanas en un refrigerador en un entorno controlado). Después se ponen a la parrilla sobre brasas de carbón vegetal. Si se utilizan brochetas de acero, el plato se denomina "spiedie rod". Se trata de un plato con fuerte tradición italiana llevado en la década de 1920 a Estados Unidos.

## Presentación
Con los cubos de carne asada se hacen diversas preparaciones, a veces se ponen en una rebanada de pan italiano (y se prepara un bocadillo) o en un sándwich submarino, o insertados como una brocheta. En todos los casos se le vierte la marinada como salsa. A veces solo se empela el pincho nada más que para ser asados y que no se dispersen por el horno. La carne de los spiedie se puede servir en ensaladas, participar en salteados, así como en otros platos. La receta de la marinada varía, pero generalmente incluye aceite de oliva, vinagre, así como una variedad de hierbas al estilo italiano y menta fresca.
- Datos: Q7577098